# خادر (طرقبه شاندیز)
خادر (مشهد)، روستایی از توابع بخش طرقبه شهرستان مشهد در استان خراسان رضوی ایران است.

## جمعیت
این روستا در دهستان شاندیز قرار دارد و براساس سرشماری مرکز آمار ایران در سال ۱۳۸۵، جمعیت آن ۴۰۲ نفر (۱۲۱خانوار) بوده‌است.